# Iona (Angola)
Iona, também grafada como Yona, é uma vila e comuna angolana que se localiza na província de Namibe, pertencente ao município de Tômbua.
A vila-comuna é um dos postos administrativos e operacionais do Parque Nacional do Iona.